# Andreas Wree
Andreas Wree (* 11. Mai 1952 in Nordballig) ist ein deutscher Anatom.

## Leben
Nach seinem Abitur an der Goethe-Schule in Flensburg begann er das Studium der Humanmedizin 1971 an der Universität Kiel. Durch zusätzliches Engagement wurde er von der Studienstiftung des Deutschen Volkes unterstützt. 1976 heiratete er und 1977 schloss er sein Studium mit der Ärztlichen Prüfung erfolgreich ab. Anschließend erfüllte er von 1977 bis 1978 seine Wehrpflicht als Stabsarzt in Kiel. 1978 promovierte er zum Dr. med. an der Universität Kiel in der AG Braak. Von 1978 bis 1981 arbeitete er als wissenschaftlicher Assistent am Anatomischen Institut der Universität Kiel in der AG Zilles. Folgend wechselte er 1981 zur Universität Köln und führte dort bis 1987 die selbige Arbeit fort. 1986 wurde er zum Privatdozenten ernannt und habilitierte für das Gesamtfach Anatomie an der Universität Köln. Von 1987 bis 1992 forschte und lehrte er als Professor der Anatomie an der Universität Würzburg. Von Oktober 1992 bis September 2018 war Wree Institutsleiter der Anatomie der Universität Rostock. Innerhalb dieser Zeit wurde er 1998 von der Ärztekammer von Mecklenburg-Vorpommern zum Facharzt der Anatomie ernannt. 1996–2008 war er Mitglied im Fakultätsrat, 2000–2004 Studiendekan und 2008–2014 wurde er zusätzlich als Präsident des Konzils der Universität Rostock ernannt. Zusätzlich erhielt er 2006, 2007 und 2013 die Auszeichnung als Lehrer des Jahres der Universität Rostock. Seit September 2018 führt er seine Arbeit am selbigen Institut als Seniorprofessor fort. Andreas Wree ist Vater von sechs erwachsenen Kindern sowie Großvater von neun Enkeln.

## Forschung
Besonders intensiv setzte sich Andreas Wree mit der Stammzellforschung auseinander. Dies gelang mithilfe von Tiermodellen neurodegenerativer Erkrankungen und der Forschung an Botenstoffen und Neurotransmittern. Seit 1992 hat er sich auf dieses Forschungsgebiet spezialisiert und forscht noch heute unter dieser Thematik.